# Nus de Salomó

Nus de Salomó Bàsic

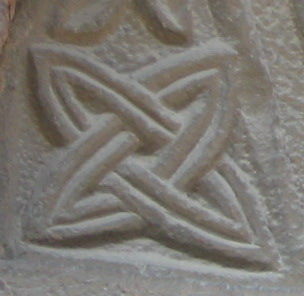
Talla del nus de Salomó a Almenno San Bartolomeo (Itàlia)

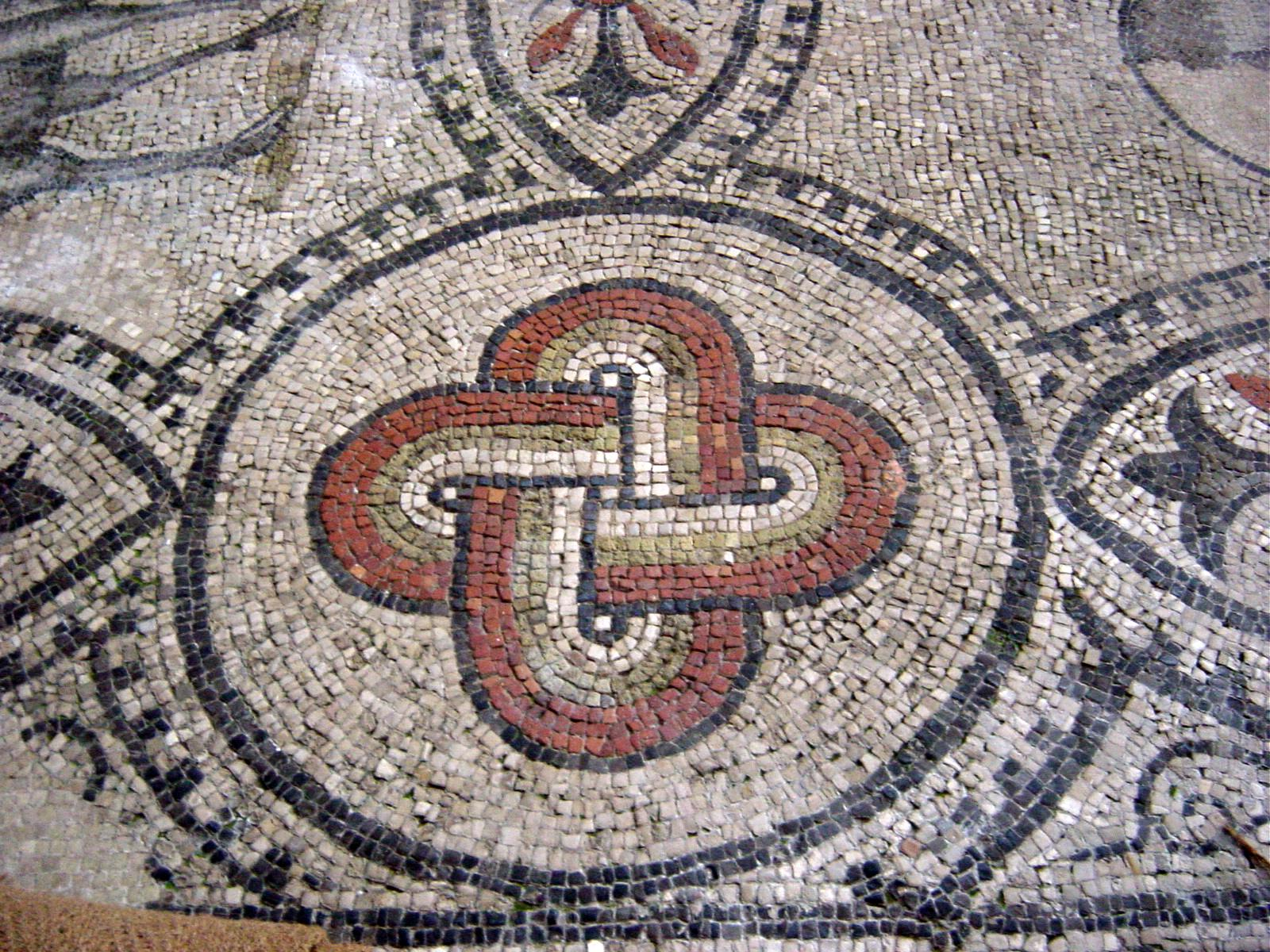
Antic mosaic romà d'Aquileia (Itàlia)

Nus de Salomó decoratiu

El nus de Salomó (en llatí Sigillum Salomonis) és el nom comú d'un ornament tradicional utilitzat des de l'antiguitat que va ser adoptat per nombroses cultures. Malgrat el seu nom, en realitat se'l classifica com una baula, i no és un realment un nus segons les definicions de la teoria matemàtica dels nusos.

## Estructura
El nus de Salomó consisteix en dos llaços tancats que es troben dues vegades entrellaçats de manera intercalada. És a dir, si se'l col·loca sobre una superfície plana, el nus de Salomó posseeix quatre creus en les quals els dos llaços s'entrellacen per sota i per sobre de l'altre (en contraposició amb les dues creus que posseeix la baula de Hopf).
En la majoria de les representacions artístiques, les parts dels llaços que en forma alternativa es creuen són els costats d'un quadrat central, mentre que els quatre lòbuls s'estenen cap a fora en les quatre direccions. Els quatre lòbuls poden tenir forma oval, quadrada, o triangular, o poden tenir extrems en forma de formes lliures tals com a fulles, ales, lòbuls, etc.